# 酒巻輝男
酒巻輝男（さかまき てるお）とは、勝新太郎の形態模写で有名だったコメディアン兼役者である。本名:樫本鉄雄。
また、勝利太郎の芸名で「座頭市のニセモノ」として台湾製作の映画へ出演したことでも知られている。

## 来歴
素人のモノマネ自慢を目玉としたバラエティー番組、「スターそっくりショー」へ出演。この頃の酒巻輝男は、新宿で飲食店を営む一般人であった。
趣味としていたモノマネを番組中で披露したことが切っ掛けとなり、これを同番組の司会者を務めていた小野栄一に認められ、小野が主催する芸能事務所「小野プロ」へ芸人として所属する事となった。
こうして芸人としての第一歩を踏み出した酒巻であったが、コメディアンとしての営業活動と同時に、脇役として映画へ出演するなど俳優としても活動の幅を広げていく事になる。

### 俳優としての転機
1969年に主演したピンク映画、「好色坊主・四十八手斬り」にて得意の形態模写で座頭市のパロディーを披露した酒巻は、小野栄一がプロダクションの活動拠点を台湾へ向けていたこともあり、これをきっかけに台湾へと渡ると「盲劍・血滴子（邦題：盲(めくら)坊主 対 空飛ぶギロチン）」へ勝利太郎として出演することになった。
当時、台湾や香港での「座頭市人気」は熱狂的であり、この人気へ便乗する狙いで制作された「盲劍・血滴子」が狙いどおりに好評だったとみえ、この酒巻輝男演じる「勝利太郎のニセ座頭市」はシリーズとして連作されることになる。
以降の酒巻輝男は台湾へ拠点を移し、役者として活動することになった。

### 近況
旅館「シーサイドホテル淡州」を経営する実業家であり、旅館の目玉である「座頭市ショー」の主役として健在ぶりをアピールしていた。現在は旅館も「ホテル・ザ・サンプラザ」と名前を変え、CMも流れていない。
旅館のCMは1970年代〜80年代後半に放映されたため、近畿、関西、四国地方では酒巻輝男の座頭市を地上波で観る事が出来た。
なお、このCMは「探偵!ナイトスクープ」でも取り上げられ、依頼者からの疑問を解消する形式で「座頭市に入れ込んでいる、風変わりな名物経営者」として放映されたものの、かつてコメディアンとして芸能活動していたという経歴と、勝利太郎時代の話には触れられなかった。

## テレビ出演
- スターそっくりショー
- テレビCM・シーサイドホテル淡州
- 探偵ナイトスクープ

## 劇場公開作品

### 酒巻輝男名義の作品
- 喜劇・急行列車（1967年）
  - 変った乗客A
- 好色坊主 四十八手斬り(別題:好色座頭市)（1969年）
  - 座頭市のモノマネ
- 谷岡ヤスジのメッタメタガキ道講座（1971年）
  - 映画の終盤に登場

### 勝利太郎名義の作品
- 盲剣・血滴子　（邦題：「盲(めくら)坊主 対 空飛ぶギロチン」1977年）
  - 監督：屠忠訓

出演した酒巻は勝新太郎としてクレジットされ、その横に「ソックリショー」と珍奇に付加してある。劇中で酒巻が演じる座頭市は「玉輝」と呼ばれ、勝新太郎版の本家座頭市に瓜二つの風貌ながら、「日本帰りの中国人」というオリジナルな設定である。
- 盲侠鬥白狼（1972年）
  - 監督：李影

- 十面武士
- 殺人者
- 浪士天涯
- 唐山
- 金廣